# Wetala (bóstwo)
Wetala, Betal (dewanagari बेताळ, trl. Betāla) – indyjski bóg chaosu i zniszczenia, popularny zwłaszcza w Nepalu i Goa.
W folklorze indyjskim istnieje również pojęcie wetala, raczej luźno związanego z tym bóstwem, jako odmiany upiora-wampira posługującego się zwłokami i szkodzącego ludziom.